# Hyperthaema reducta
Hyperthaema reducta är en fjärilsart som beskrevs av James John Joicey och Talbot 1916. Hyperthaema reducta ingår i släktet Hyperthaema och familjen björnspinnare. Inga underarter finns listade i Catalogue of Life.